# Flughafen Peking-Daxing

i7
i11
i13
Der Flughafen Peking-Daxing (chinesisch 北京大興國際機場 / 北京大兴国际机场, Pinyin Běijīng Dàxīng Guójì Jīchǎng – „Internationaler Flughafen Peking-Daxing“, englisch Beijing Daxing International Airport, IATA-Code: PKX, ICAO-Code: ZBAD) ist ein internationaler Flughafen in China. Er verfügt über vier Start- und Landebahnen; vier weitere sind geplant. Er wurde am 25. September 2019 eröffnet.
Mit 16.091.449 abgefertigten Passagieren lag er im Jahr 2020 auf Platz 53 der größten Verkehrsflughäfen weltweit.

## Fluggesellschaften und Ziele
Die Maschinen der Star Alliance, zu der auch Lufthansa, Swiss und Austrian Airlines gehören, sollen weiterhin den bisherigen Flughafen Peking anfliegen. Allerdings wurde im Januar 2020 bekannt, dass Swiss per Sommer 2020 ihre Flüge nach Daxing verlegt. Auch LOT nahm den neuen Flughafen in ihr Streckennetz auf, allerdings im Wechsel mit Capital.
Der Flughafen wird vorerst von der Fluggesellschaft China Southern und China United Airlines genutzt.
Es ist geplant, dass die Fluggesellschaften der globalen Allianz Skyteam, darunter China Eastern, Delta Air Lines, Korean und Air-France-KLM hinzukommen.

## Geschichte

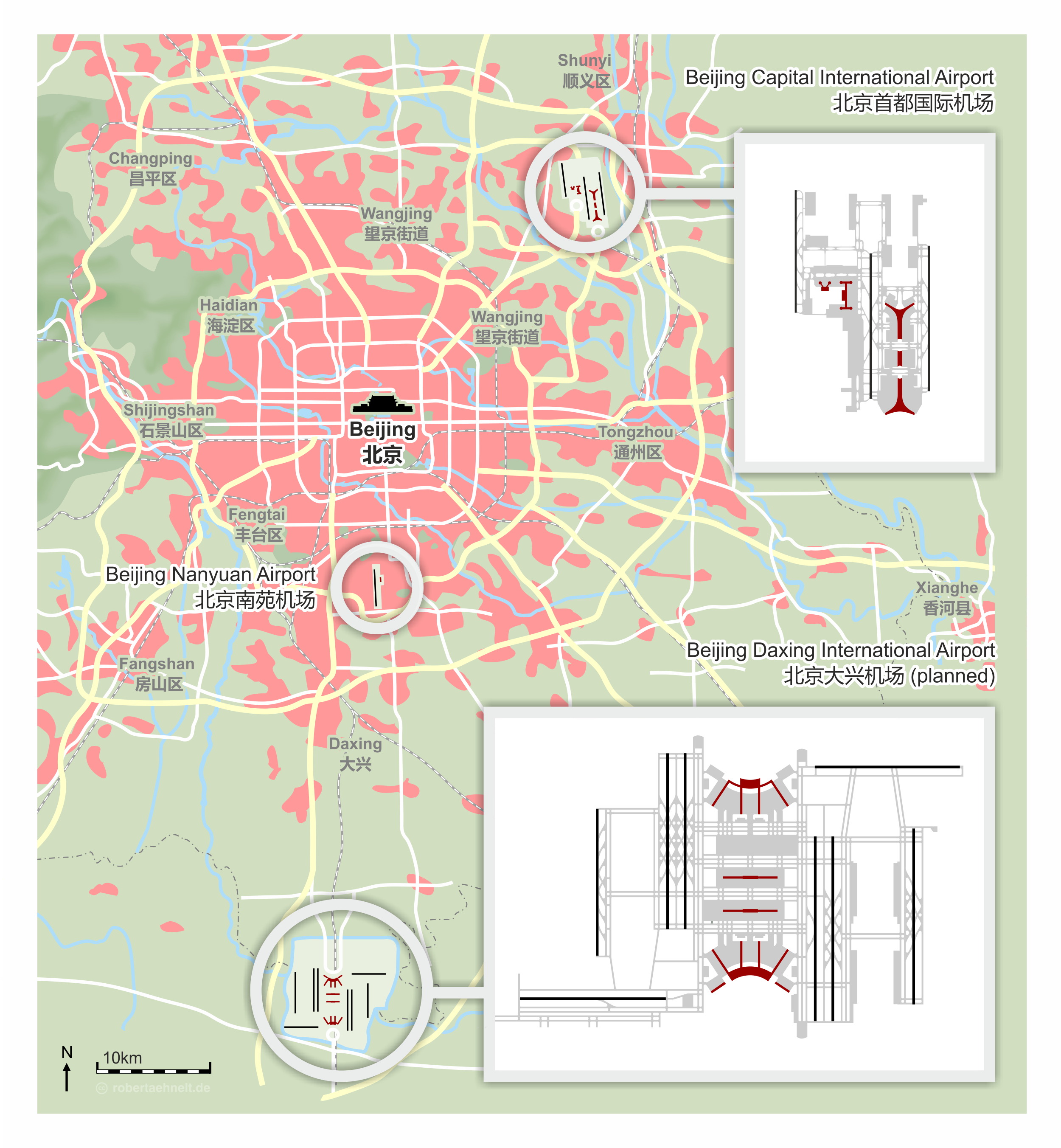
Flughäfen Pekings, Original-Masterplan 2013

Der Flughafen, welcher zugleich ein Luftfahrt-Drehkreuz ist, stellt eine Ergänzung zum bisherigen Flughafen Peking im Norden der Stadt dar, dessen Kapazität an seine Grenzen stieß; drei Jahre in Folge war er der Flughafen mit den zweitmeisten Passagieren weltweit nach dem Flughafen Atlanta.
Nach Ausschreibung eines internationalen Wettbewerbs übernahm der englische Architekt Norman Foster die Planung des einst mit 14 Milliarden US-Dollar veranschlagten Gesamtprojektes. Die Kosten betrugen bis 2019 63 Mrd. USD, umgerechnet 51 Milliarden Euro.

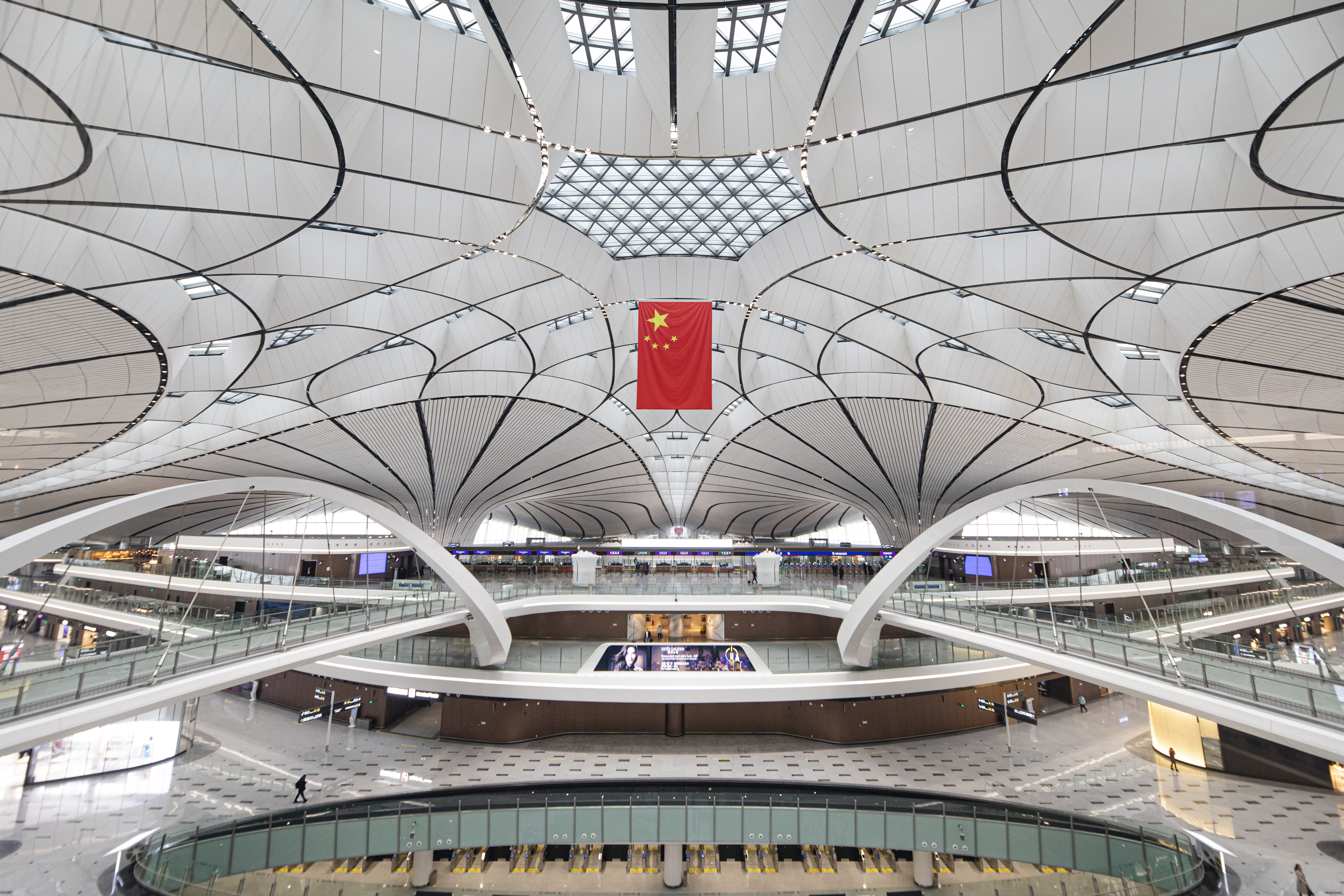
Zentralhalle

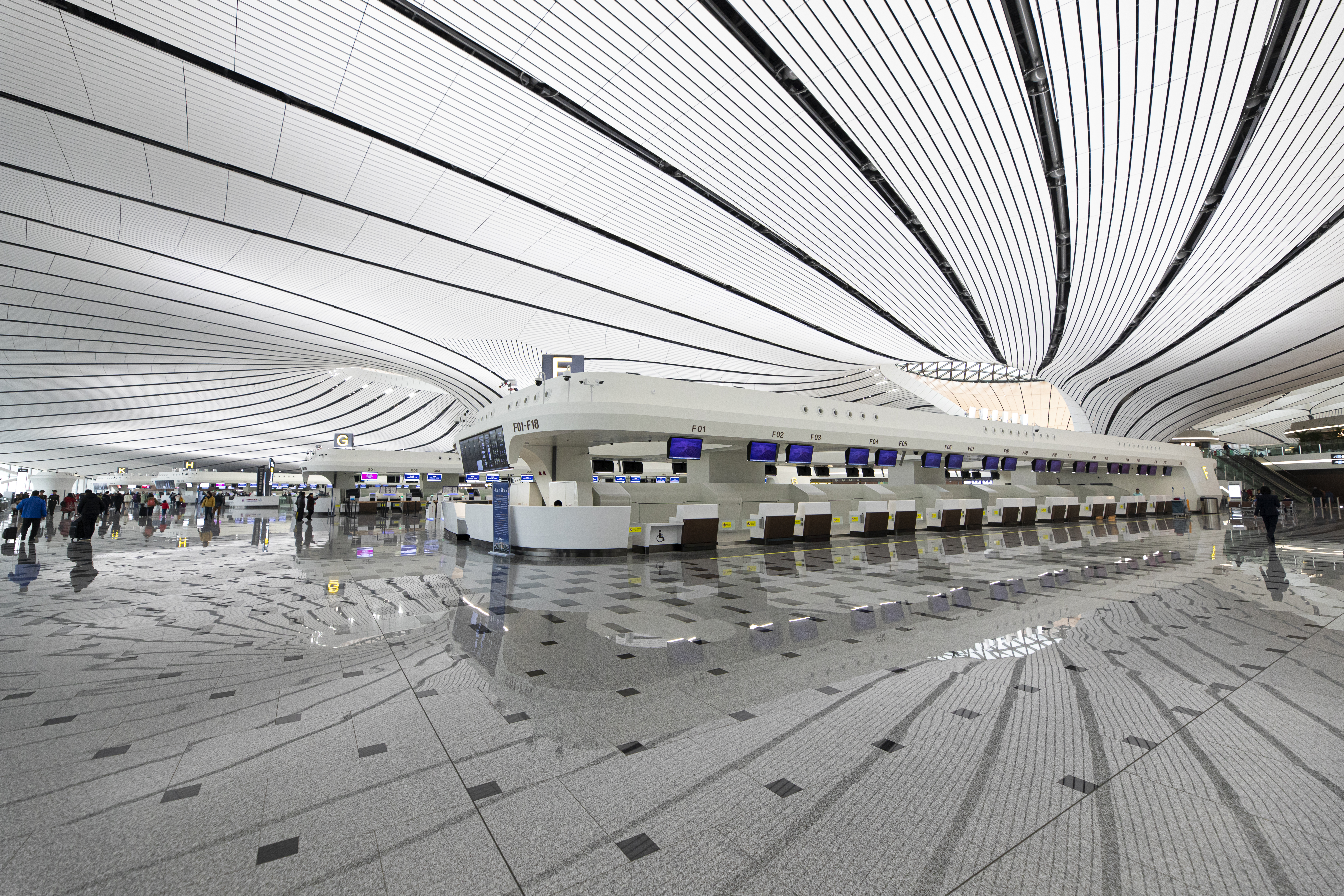
Check-In-Bereich

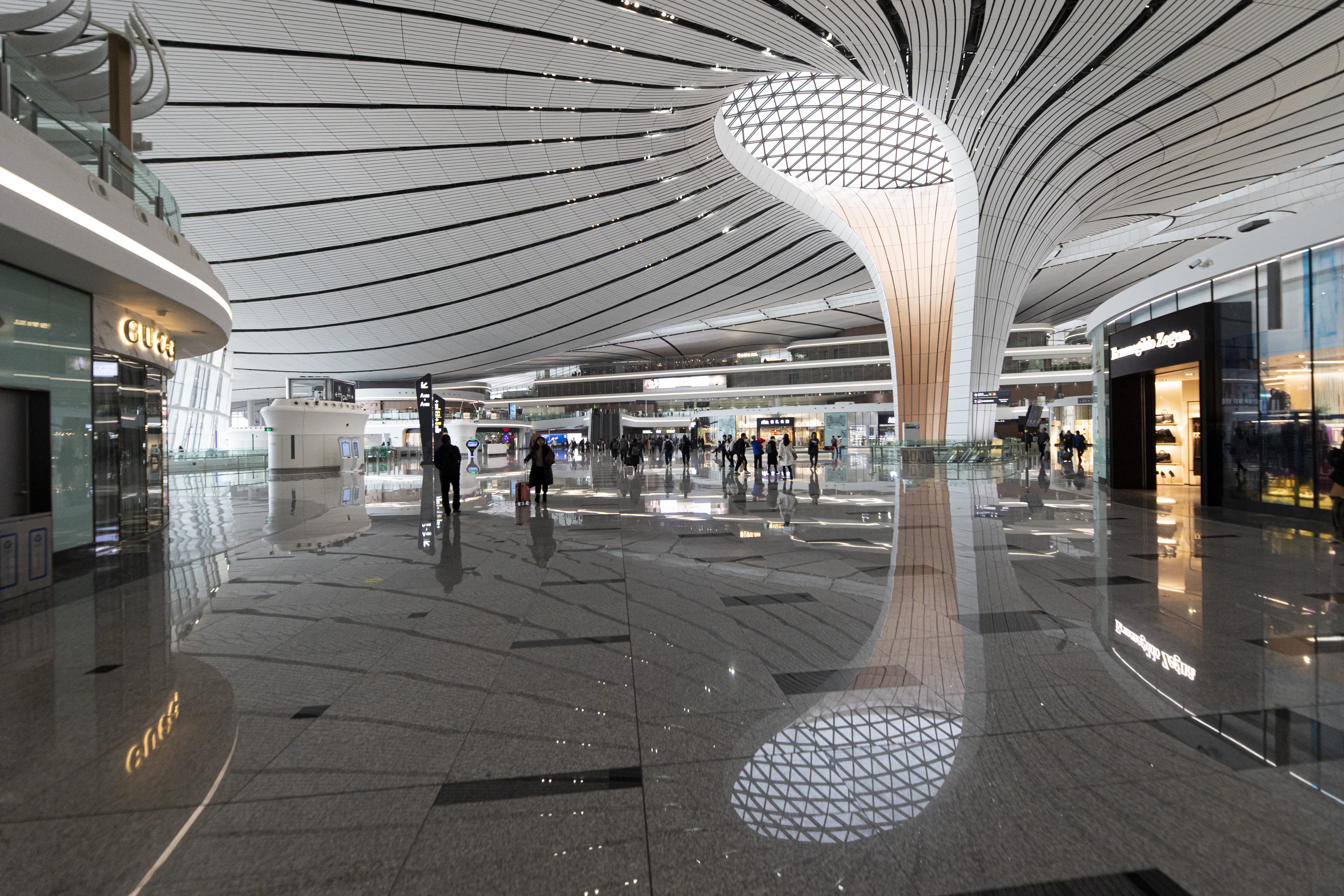
Sicherheitsbereich

Die Gestaltung des 700.000 Quadratmeter großen Terminals erfolgte nach Planungen des Architekturbüros von Zaha Hadid Architects und des französischen Büro ADP Ingénierie (eine Tochtergesellschaft von ADP).
Die Genehmigung wurde im Januar 2013 erteilt, und im Dezember 2014 begannen die Bauarbeiten an den Rollbahnen. Das Projekt wurde von der Betreiberfirma der Pariser Flughäfen ADP begleitet. Im September 2015 begann der Bau des Terminalgebäudes, das über sechs sternförmig angelegte Seitenarme verfügt. Damit sind die maximal zurückzulegenden Fußwege der Passagiere auf 600 Meter beschränkt. In der ersten Stufe wurden vier Start- und Landebahnen gebaut. 20.000 Menschen in 24 Dörfern wurden umgesiedelt.
Der Flughafen Peking-Nanyuan, der lediglich über eine Startbahn verfügte, wurde infolge der Inbetriebnahme des neuen Flughafens bereits einen Tag später, am 26. September 2019, geschlossen.

## Lage und Anbindung

### Entfernung zum Zentrum der Hauptstadt
Das Gelände, das zu den größten der Welt gehört, liegt 46 Kilometer südlich des Stadtzentrums (Tian’anmen-Platz) von Peking in Daxing.

### Fern- und Hochgeschwindigkeitszüge
2018 begann der Bau einer insgesamt 92 Kilometer langen Schnellfahrstrecke, die den Westbahnhof Pekings im Stadtbezirk Fengtai mit dem Kreis Xiong in der Provinz Hebei verbinden soll und auf etwa halber Strecke einen Zwischenhalt am Flughafen Peking-Daxing erhält. Der für eine Geschwindigkeit von 250 km/h ausgelegte Abschnitt zwischen Peking und Flughafen Daxing wurde am 26. September 2019 eröffnet. Die Fahrtzeit beträgt 28 Minuten. Die Inbetriebnahme des Streckenabschnitts nach Xiong (350 km/h) ist für Ende 2020 geplant.
Eine Hochgeschwindigkeitsverbindung zum Tianjin Westbahnhof soll nach drei Jahren Bauzeit 2022 eröffnet werden.
Eine weitere 112 Kilometer lange Linie soll den neuen Flughafen und den Flughafen Peking mit mehreren Zwischenhalten in den Stadtbezirken Daxing, Guangyang und Tongzhou verbinden. Der erste, knapp 40 km lange Abschnitt zwischen Flughafen Daxing und Lángfāng (Provinz Hebei) befindet sich seit Anfang 2019 im Bau und soll nach etwa zwei Jahren Bauzeit Ende 2022 eröffnet werden. Die maximale Fahrtgeschwindigkeit auf dieser Strecke beträgt 200 km/h.

### U-Bahn

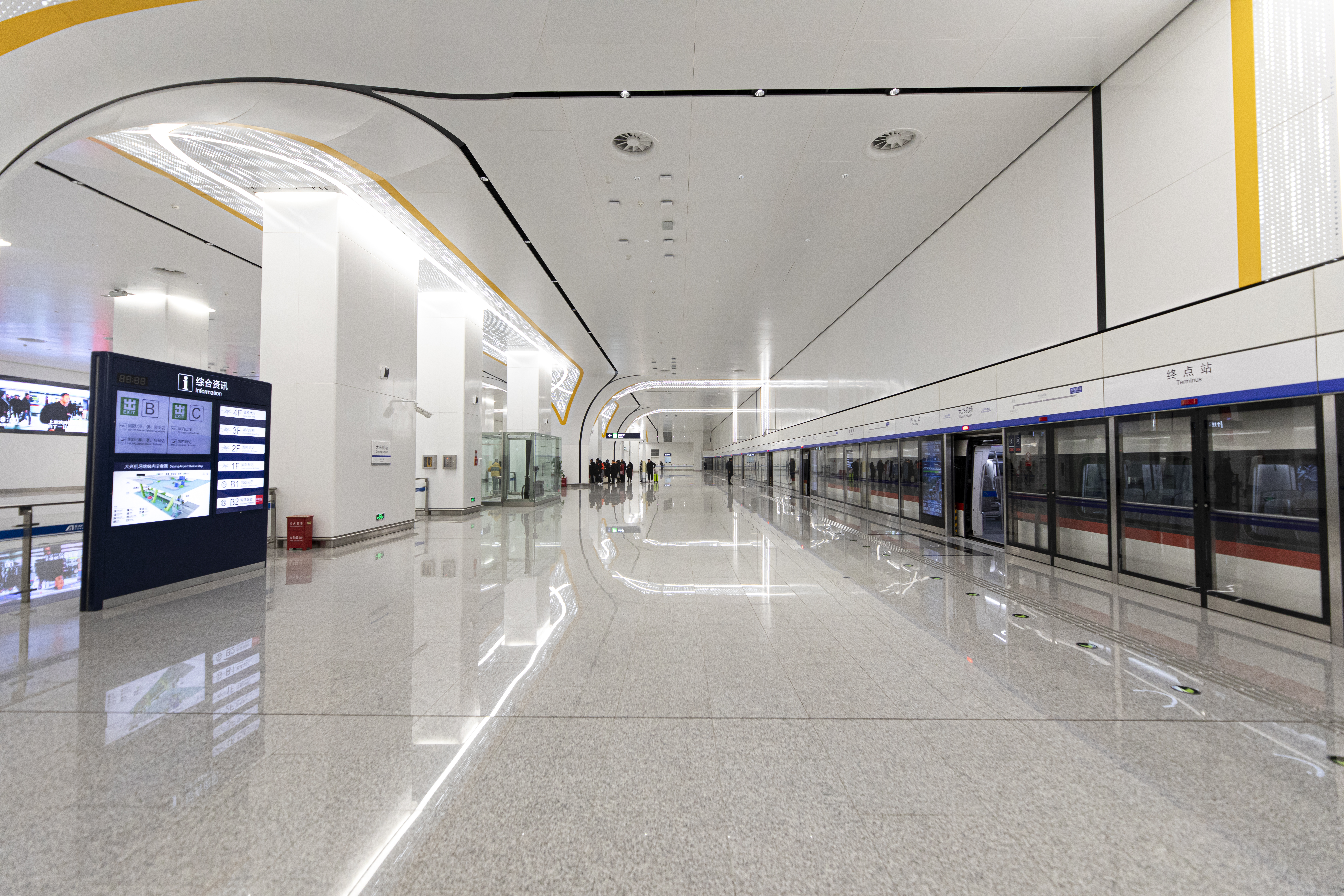
Bahnsteig des Airport Express

Am 26. September 2019 wurde eine Expressverbindung der U-Bahn zum Pekinger Stadtbezirk Fengtai (Haltestelle Caoqiao) mit etwa 19 Minuten Fahrtzeit eröffnet, die bis 2022 um 3,5 km nach Norden zu einem neuen Umsteigebahnhof (丽泽商务区站, englisch Lize Business District station) verlängert werden soll.

### Bus
Es existieren insgesamt sechs halbstündlich verkehrende Buslinien zu Bahnhöfen der Stadt, fünf tagsüber und ein Nachtbus.

## Weitere Planungen

Flughafen Layout 2022 inkl. geplanter Erweiterungen

Geplant ist bis in das Jahr 2021 eine Auslastung von 45 Millionen Passagieren (bei 650.000 Flugbewegungen) pro Jahr.
In einer zweiten Ausbaustufe bis 2025 soll er Kapazitäten für 72 Millionen bieten.
Nach der letzten Ausbaustufe (geplant ab dem Jahr 2040) hat der Flughafen acht Landebahnen und ist damit für bis zu 130 Millionen Passagiere ausgelegt.

## Zahlen zum Flughafen
- 700.000 m² Terminalfläche
- 1 Mio. m² Gesamtfläche
- 4 Start- und Landebahnen
- 345 Abstellpositionen am Gebäude und im Vorfeld
- 186 Boarding Gates
- 422 Check-in-Schalter
- 117 Sicherheitskontrolllinien
- 3.000 Fluginformationsdisplays
- 50 Fluggastbrücken
- 63 Gepäckbänder